# Charles Arendt
Charles Arendt (Vianden, 15 de março de 1825 – Luxemburgo, 21 de novembro de 1910) foi um arquiteto luxemburguês.

## Vida
Depois de frequentar o progymnasium em Diekirch e no Athénée de Luxembourg, Arendt primeiro passou por dois anos e meio de treinamento prático na administração do edifício do estado do Grão-Ducado de Luxemburgo. Ele então estudou em Bruxelas em 1846/1847 e em Munique em 1847–1849 . Arendt é referido em algumas fontes como aluno do mestre construtor da catedral de Colônia, Ernst Friedrich Zwirner, que, no entanto, não se encaixa facilmente nas outras informações do currículo ou educação. Em 1850, após passar no exame estadual, tornou-se arquiteto distrital. Arquiteto distrital em Grevenmacher e em agosto de 1858 arquiteto estadual em Luxemburgo. Ele ocupou esta posição até sua aposentadoria em 1897 ou 1898.